# تولوكساتون
تولوكساتون هو مثبط أكسيداز أحادي الأمين عكوس انتقائي يستخدم في فرنسا لعلاج الاضطراب الاكتئابي.